# Бенні Нільсен (плавець)
Бенні Нільсен (дан. Benny Nielsen, 26 березня 1966) — данський плавець.
Срібний медаліст Олімпійських Ігор 1988 року на дистанції 200 метрів батерфляєм. Бронзовий медаліст Чемпіонату світу 1986 року на дистанції 200 метрів батерфляєм.